# 조수호
조수호(趙秀鎬, 1954년 6월 21일 ~ 2006년 11월 26일)는 대한민국의 기업가이다.

## 생애
인천에서 한진그룹 창업자인 조중훈 전 회장의 4남1녀 중 3남으로 태어났다. 서던캘리포니아 대학교 경영학과를 졸업했다. 1979년 대한항공에 입사했다. 1985년 한진해운 상무에 취임했다. 2003년 7월 한진해운 회장에 취임했다. 한국해사재단 이사장, 한국선주협회장, 한국해양소년단연맹 총재 등을 지냈다. 2006년 11월 지병으로 별세하였다.

## 가족 관계
- 조부 : 조명희
- 조모 : 태천즙
- 아버지 : 조중훈 (1920년 3월 30일 - 2002년 11월 17일)
- 어머니 : 김정일 (1923년 9월 8일 - 2016년 12월 15일)
  - 부인 : 최은영 (1962년 5월 3일 - )  - 신격호(롯데그룹 회장)의 여동생 신정숙(동화면세점 사장)의 딸. 현 유수홀딩스 대표이사.
  - 누나 조현숙 (1944년 1월 - )
  - 형 : 조양호 (1949년 3월 8일 - 2019년 4월 8일)
  - 형수 : 이명희 (1950년 2월 5일 - )
    - 조카 : 조현아 (1974년 10월 5일 - )
    - 조카 : 조원태 (1976년 1월 25일 - )  한진그룹 회장
    - 조카 : 에밀리 리 조 (1983년 8월 31일 - )

  - 형 : 조남호 (1951년 2월 12일 - )
  - 동생 : 조정호 (1958년 10월 5일 - )
- 숙부 : 조중건

## 수상
- 2001년 한국국제상학회 국제통상진흥인대상
- 2007년 미국 포트 파일럿 어워드